# Lista medaliaților olimpici la ciclism pe velodrom
Lista medaliaților olimpici la ciclism pe velodrom, cuprinde numai disciplinele care sunt actuale la Jocurile Olimpice de vară.

## Bărbați

### Sprint
| Olimpiada | Aur                       | Argint                            | Bronz                                |
| --------- | ------------------------- | --------------------------------- | ------------------------------------ |
| 1896      | Paul Masson (FRA)         | Stamatios Nikolopoulos (GRC-1828) | Léon Flameng (FRA)                   |
| 1900      | Georges Taillandier (FRA) | Fernand Sanz (FRA)                | John Henry Lake (USA 45 Stars)       |
| 1908      | n-a avut loc              | n-a avut loc                      | n-a avut loc                         |
| 1920      | Maurice Peeters (NED)     | Horace Johnson (GBR)              | Harry Ryan (GBR)                     |
| 1924      | Lucien Michard (FRA)      | Jakob Meijer (NED)                | Jean Cugnot (FRA)                    |
| 1928      | Roger Beaufrand (FRA)     | Antoine Mazairac (NED)            | Willy Falck Hansen (DEN)             |
| 1932      | Jacobus van Egmond (NED)  | Louis Chaillot (FRA)              | Bruno Pellizzari (ITA-1861)          |
| 1936      | Toni Merkens (DEU-1933)   | Arie van Vliet (NED)              | Louis Chaillot (FRA)                 |
| 1948      | Mario Ghella (ITA)        | Reg Harris (GBR)                  | Axel Schandorff (DEN)                |
| 1952      | Enzo Sacchi (ITA)         | Lionel Cox (AUS)                  | Werner Potzernheim (GER)             |
| 1956      | Michel Rousseau (FRA)     | Guglielmo Pesenti (ITA)           | Richard Ploog (AUS)                  |
| 1960      | Sante Gaiardoni (ITA)     | Leo Sterckx (BEL)                 | Valentino Gasparella (ITA)           |
| 1964      | Giovanni Pettenella (ITA) | Sergio Bianchetto (ITA)           | Daniel Morelon (FRA)                 |
| 1968      | Daniel Morelon (FRA)      | Giordano Turrini (ITA)            | Pierre Trentin (FRA)                 |
| 1972      | Daniel Morelon (FRA)      | John Nicholson (ciclist) (AUS)    | Omar Pchakadse (URS-1955)            |
| 1976      | Anton Tkáč (TCH)          | Daniel Morelon (FRA)              | Jürgen Geschke (GDR)                 |
| 1980      | Lutz Heßlich (GDR)        | Yave Cahard (FRA)                 | Sergei Wladimirowitsch Kopylow (URS) |
| 1984      | Mark Gorski (USA)         | Nelson Vails (USA)                | Tsutomu Sakamoto (JPN)               |
| 1988      | Lutz Heßlich (GDR)        | Nikolai Kowsch (URS)              | Gary Neiwand (AUS)                   |
| 1992      | Jens Fiedler (GER)        | Gary Neiwand (AUS)                | Curt Harnett (CAN)                   |
| 1996      | Jens Fiedler (GER)        | Marty Nothstein (USA)             | Curt Harnett (CAN)                   |
| 2000      | Marty Nothstein (USA)     | Florian Rousseau (FRA)            | Jens Fiedler (GER)                   |
| 2004      | Ryan Bayley (AUS)         | Theo Bos (NED)                    | René Wolff (GER)                     |
| 2008      | Chris Hoy (GBR)           | Jason Kenny (GBR)                 | Mickaël Bourgain (FRA)               |

### Sprint pe echipă
| Olimpiada | Aur                                                  | Argint                                                   | Bronz                                                |
| --------- | ---------------------------------------------------- | -------------------------------------------------------- | ---------------------------------------------------- |
| 2000      | Franța Laurent Gané Florian Rousseau Arnaud Tournant | Regatul Unit Chris Hoy Craig MacLean Jason Queally       | Australia Sean Eadie Darryn Hill Gary Neiwand        |
| 2004      | Germania Jens Fiedler Stefan Nimke René Wolff        | Japonia Toshiaki Fushimi Masaki Inoue Tomohiro Nagatsuka | Franța Mickaël Bourgain Laurent Gané Arnaud Tournant |
| 2008      | Regatul Unit Chris Hoy Jason Kenny Jamie Staff       | Franța Grégory Baugé Kevin Sireau Arnaud Tournant        | Germania René Enders Maximilian Levy Stefan Nimke    |

### 4000 m urmărire individual
| Olimpiada | Aur                     | Argint                       | Bronz                    |
| --------- | ----------------------- | ---------------------------- | ------------------------ |
| 1964      | Jiří Daler (TCH)        | Giorgio Ursi (ITA)           | Preben Isaksson (DEN)    |
| 1968      | Daniel Rebillard (FRA)  | Mogens Frey Jensen (DEN)     | Xaver Kurmann (SUI)      |
| 1972      | Knut Knudsen (NOR)      | Xaver Kurmann (SUI)          | Hans Lutz (FRG)          |
| 1976      | Gregor Braun (FRG)      | Herman Ponsteen (NED)        | Thomas Huschke (GDR)     |
| 1980      | Robert Dill-Bundi (SUI) | Alain Bondue (FRA)           | Hans-Henrik Ørsted (DEN) |
| 1984      | Steve Hegg (USA)        | Rolf Gölz (FRG)              | Leonard Nitz (USA)       |
| 1988      | Gintautas Umaras (URS)  | Dean Woods (AUS)             | Bernd Dittert (GDR)      |
| 1992      | Chris Boardman (GBR)    | Jens Lehmann (ciclist) (GER) | Gary Anderson (NZL)      |
| 1996      | Andrea Collinelli (ITA) | Philippe Ermenault (FRA)     | Bradley McGee (AUS)      |
| 2000      | Robert Bartko (GER)     | Jens Lehmann (GER)           | Bradley McGee (AUS)      |
| 2004      | Bradley Wiggins (GBR)   | Bradley McGee (AUS)          | Sergi Escobar (ESP)      |
| 2008      | Bradley Wiggins (GBR)   | Hayden Roulston (AUS)        | Steven Burke (GBR)       |

### 4000 m urmărire pe echipă
| Olimpiada | Aur | Argint | Bronz                                                                                                   |
| --------- | --- | --- | --- |
| 1920      | Italia Arnaldo Carli Ruggero Ferrario Franco Giorgetti Primo Magnani                                             | Regatul Unit Cyril Alden Horace Johnson William Stewart Albert White                                                       | Africa de Sud Harry Goosen Henry Kaltenbrun William Smith James Walker                                  |
| 1924      | Italia Alfredo Dinale Angelo De Martino Aurelio Menegazzi Francesco Zucchetti                                    | Polonia Józef Lange Jan Lazarski Tomasz Stankiewicz Franciszek Szymczyk                                                    | Belgia · Jean van den Bosch · Léonard Daghelinckx · Henri Hoevenaers · Ferdinand Saive                  |
| 1928      | Italia Marco Cattaneo Cesare Facciani Mario Lusiani Luigi Tasselli                                               | Țările de Jos Janus Braspennincx Piet van der Horst Johannes Maas Jan Pijnenburg                                           | Regatul Unit George Southall Harry Wyld Leonard Wyld Percy Wyld                                         |
| 1932      | Italia Nino Borsari Marco Cimatti Alberto Ghilardi Paolo Pedretti                                                | Franța Paul Chocque Amédée Fournier René Le Grèves Henri Mouillefarine                                                     | Regatul Unit William Harwell Charles Holland Ernest Johnson Frank Southall                              |
| 1936      | Franța Robert Charpentier Jean Goujon Guy Lapébie Roger Le Nizerhy                                               | Italia Bianco Bianchi Mario Gentili Armando Latini Severino Rigoni                                                         | Regatul Unit Harry Hill Ernest Johnson Charles King Ernest Mills                                        |
| 1948      | Franța Pierre Adam Serge Blusson Charles Coste Fernand Decanali                                                  | Italia Arnaldo Benfenati Guido Bernardi Anselmo Citterio Rino Pucci                                                        | Regatul Unit Robert Geldard Thomas Godwin David Ricketts Wilfred Waters                                 |
| 1952      | Italia Loris Campana Mino De Rossi Guido Messina Marino Morettini                                                | Africa de Sud George Estman Robert Fowler Thomas Shardelow Alfred Swift                                                    | Regatul Unit Donald Burgess George Newberry Alan Newton Ronald Stretton                                 |
| 1956      | Italia Antonio Domenicali Leandro Faggin Franco Gandini Valentino Gasparella                                     | Franța René Bianchi Jean Graczyk Jean-Claude Lecante Michel Vermeulin                                                      | Regatul Unit Donald Burgess Michael Gambrill John Geddes Tom Simpson                                    |
| 1960      | Italia Luigi Arienti Franco Testa Mario Vallotto Marino Vigna                                                    | Germania Bernd Barleben Peter Gröning Manfred Klieme Siegfried Köhler                                                      | Uniunea Sovietică Arnold Belgard Leonid Kolumbet Stanislaw Moskwin Wiktor Romanow                       |
| 1964      | Germania Lothar Claesges Karl-Heinz Henrichs Karl Link Ernst Streng                                              | Italia Vincenzo Mantovani Carlo Rancati Luigi Roncaglia Franco Testa                                                       | Țările de Jos Hendrik Cornelisse Gerard Koel Jaap Oudkerk Cornelius Schuuring                           |
| 1968      | Danemarca · Gunnar Asmussen · Mogens Frey Jensen · Per Jørgensen · Reno Olsen                                    | RFG Udo Hempel Karl-Heinz Henrichs Jürgen Kissner Karl Link                                                                | Italia Lorenzo Bosisio Cipriano Chemello Giorgio Morbiato Luigi Roncaglia                               |
| 1972      | RFG Jürgen Colombo Günter Haritz Udo Hempel Günther Schumacher                                                   | Republica Democrată Germană Thomas Huschke Heinz Richter Herbert Richter Uwe Unterwalder                                   | Regatul Unit Michael Bennett lan Hallam Ronald Keeble William Moore                                     |
| 1976      | RFG Gregor Braun Hans Lutz Günther Schumacher Peter Vonhof                                                       | Uniunea Sovietică Wladimir Ossokin Alexander Perow Witali Petrakow Wiktor Sokolow                                          | Regatul Unit Ian Banbury Michael Bennett Robin Croker Ian Hallam                                        |
| 1980      | Uniunea Sovietică Wiktor Manakow Waleri Mowtschan Wladimir Ossokin Witali Petrakow                               | Republica Democrată Germană Gerald Mortag Uwe Unterwalder Matthias Wiegand Volker Winkler                                  | Cehoslovacia Teodor Černý Martin Penc Jiří Pokorný lgor Sláma                                           |
| 1984      | Australia Michael Grenda Kevin Nichols Michael Turtur Dean Woods                                                 | Statele Unite ale Americii David Grylls Steve Hegg Patrick McDonough Leonard Nitz                                          | RFG Reinhard Alber Rolf Gölz Roland Günther Michael Marx                                                |
| 1988      | Uniunea Sovietică Wjatscheslaw Jekimow Artūras Kasputis Dmitri Neljubin Gintautas Umaras                         | Republica Democrată Germană Steffen Blochwitz Roland Hennig Dirk Meier Carsten Wolff                                       | Australia Brett Dutton Wayne McCarney Stephen McGlede Dean Woods                                        |
| 1992      | Germania Guido Fulst Michael Glöckner Jens Lehmann Stefan Steinweg Andreas Walzer                                | Australia Brett Aitken Stephen McGlede Stuart O’Grady Shaun O’Brien                                                        | Danemarca · Ken Frost · Jimmi Madsen · Klaus Nielsen · Jan Petersen · Michael Sandstød                  |
| 1996      | Franța Christophe Capelle Philippe Ermenault Jean-Michel Monin Francis Moreau                                    | Rusia Eduard Grizun Nikolai Kusnezow Alexei Markow Anton Schantir                                                          | Australia Brett Aitken Stuart O’Grady Timothy O’Shannessey Dean Woods                                   |
| 2000      | Germania Robert Bartko Daniel Becke Guido Fulst Jens Lehmann Preliminarii: Olaf Pollack                          | Ucraina Oleksandr Fedenko Serhij Matwjejew Oleksandr Symonenko Serhij Tschernjawskyj                                       | Regatul Unit Paul Manning Chris Newton Bryan Steel Bradley Wiggins Preliminarii: Jonny Clay, Rob Hayles |
| 2004      | Australia Graeme Brown Brett Lancaster Bradley McGee Luke Roberts Preliminarii: Peter Dawson, Stephen Wooldridge | Regatul Unit Steven Cummings Rob Hayles Paul Manning Bradley Wiggins Preliminarii: Chris Newton, Bryan Steel               | Spania Carlos Castaño Sergi Escobar Asier Maeztu Carlos Torrent                                         |
| 2008      | Regatul Unit Ed Clancy Paul Manning Geraint Thomas Bradley Wiggins                                               | Danemarca · Michael Mørkøv · Casper Jørgensen · Jens Erik Madsen · Alex Rasmussen · Preliminarii: Michael Færk Christensen | Noua Zeelandă Sam Bewley Hayden Roulston Marc Ryan Jesse Sergent Preliminarii: Westley Gough            |

### Punctaj
| Olimpiada | Aur                                  | Argint                  | Bronz                              |
| --------- | ------------------------------------ | ----------------------- | ---------------------------------- |
| 1984      | Roger Ilegems (BEL)                  | Uwe Messerschmidt (FRG) | José Manuel Youshimatz (MEX)       |
| 1988      | Dan Frost (DEN)                      | Leo Peelen (NED)        | Marat Ganejew (URS)                |
| 1992      | Giovanni Lombardi (ITA)              | Léon van Bon (NED)      | Cédric Mathy (BEL)                 |
| 1996      | Silvio Martinello (ITA)              | Brian Walton (CAN)      | Stuart O’Grady (AUS)               |
| 2000      | Joan Llaneras (ESP)                  | Milton Wynants (URU)    | Alexei Michailowitsch Markow (RUS) |
| 2004      | Michail Borissowitsch Ignatjew (RUS) | Joan Llaneras (ESP)     | Guido Fulst (GER)                  |
| 2008      | Joan Llaneras (ESP)                  | Roger Kluge (GER)       | Chris Newton (GBR)                 |

### Keirin
| Olimpiada | Aur                    | Argint                                | Bronz                |
| --------- | ---------------------- | ------------------------------------- | -------------------- |
| 2000      | Florian Rousseau (FRA) | Gary Neiwand (AUS)                    | Jens Fiedler (GER)   |
| 2004      | Ryan Bayley (AUS)      | José Antonio Escuredo Raimondez (ESP) | Shane Kelly (AUS)    |
| 2008      | Chris Hoy (GBR)        | Ross Edgar (GBR)                      | Kiyofumi Nagai (JPN) |

### Madison
| Olimpiada | Aur                                   | Argint                                      | Bronz                                   |
| --------- | ------------------------------------- | ------------------------------------------- | --------------------------------------- |
| 2000      | Australia Brett Aitken Scott McGrory  | Belgia · Matthew Gilmore · Etienne De Wilde | Italia Silvio Martinello Marco Villa    |
| 2004      | Australia Graeme Brown Stuart O’Grady | Elveția Franco Marvulli Bruno Risi          | Regatul Unit Rob Hayles Bradley Wiggins |
| 2008      | Argentina Juan Curuchet Walter Pérez  | Spania Joan Llaneras Antonio Tauler         | Rusia Michail Ignatjew Alexei Markow    |

## Femei

### Sprint
| Olimpiada | Aur                      | Argint                             | Bronz                         |
| --------- | ------------------------ | ---------------------------------- | ----------------------------- |
| 1988      | Erika Salumäe (URS)      | Christa Luding-Rothenburger (GDR)  | Connie Paraskevin-Young (USA) |
| 1992      | Erika Salumäe (EST)      | Annett Neumann (GER)               | Ingrid Haringa (NED)          |
| 1996      | Félicia Ballanger (FRA)  | Michelle Ferris (AUS)              | Ingrid Haringa (NED)          |
| 2000      | Félicia Ballanger (FRA)  | Oksana Grischina (RUS)             | Irina Janowitsch (UKR)        |
| 2004      | Lori-Ann Muenzer (CAN)   | Tamilla Raschidowna Abassowa (RUS) | Anna Meares (AUS)             |
| 2008      | Victoria Pendleton (GBR) | Anna Meares (AUS)                  | Shuang Guo (CHN)              |

### 3000 m urmărire individual
| Olimpiada | Aur                                 | Argint                  | Bronz                               |
| --------- | ----------------------------------- | ----------------------- | ----------------------------------- |
| 1992      | Petra Rossner (GER)                 | Kathryn Watt (AUS)      | Rebecca Twigg (USA)                 |
| 1996      | Antonella Bellutti (ITA)            | Marion Clignet (FRA)    | Judith Arndt (GER)                  |
| 2000      | Leontien Zijlaard-van Moorsel (NED) | Marion Clignet (FRA)    | Yvonne McGregor (GBR)               |
| 2004      | Sarah Ulmer (NZL)                   | Katie Mactier (AUS)     | Leontien Zijlaard-van Moorsel (NED) |
| 2008      | Rebecca Romero (GBR)                | Wendy Houvenaghel (GBR) | Lesja Kalytowskaja (UKR)            |

### Punctaj
| Olimpiada | Aur                                | Argint                              | Bronz                              |
| --------- | ---------------------------------- | ----------------------------------- | ---------------------------------- |
| 1996      | Nathalie Lancien (FRA)             | Ingrid Haringa (NED)                | Lucy Tyler-Sharman (AUS)           |
| 2000      | Antonella Bellutti (ITA)           | Leontien Zijlaard-van Moorsel (NED) | Olga Anatoljewna Sljussarewa (RUS) |
| 2004      | Olga Anatoljewna Sljussarewa (RUS) | Belem Guerrero (MEX)                | María Luisa Calle Williams (COL)   |
| 2008      | Marianne Vos (NED)                 | Yoanka González Pérez (CUB)         | Leire Olaberria (ESP)              |